# Kanazawa Ryo
Ryo Kanazawa (sinh ngày 19 tháng 10 năm 1988) là một cầu thủ bóng đá người Nhật Bản.

## Sự nghiệp câu lạc bộ
Ryo Kanazawa đã từng chơi cho JEF United Chiba.